# Bwiti
Bwiti je tradiční africké náboženství praktikované zejména v Gabonu, kde je jedním z oficiálních náboženství. V Gabonu je bwiti praktikováno samostatně jako svébytné náboženství, často také spolu s katolickým křesťanstvím a/nebo s kultem předků bez směšování (vícečetná náboženská identita), v neposlední řadě v synkretizované podobě. Náboženský systém bwiti s dlouhou tradicí je vzhledem k okolním původním africkým náboženstvím unikátní – jde výhradně o sebepoznání, duchovní vhled do podstaty skutečnosti, setkání se se sebou samým v nejvnitřnějším smyslu slova.
Zasvěcenec, který připravuje přípravek z ibogy a vede iniciační rituál, se nazývá nganga. Iniciační rituál v Gabonu trvá (podle oblasti) tři až sedm dní. Rituál není všude stejný, přesto má některé společné charakteristiky. Předposlední zasvěcovací noci iniciovaný symbolicky umírá (fakticky je v bezvědomí nebo ve velmi hlubokém spánku), svléká ze sebe starého člověka a získává poznání; tělo iniciovaného leží v bezvědomí, zatímco jeho vědomí putuje a poznává.

## Tabernanthe iboga
Tabernanthe iboga je tropický keř z čeledi toješťovité. Kořen keře obsahuje psychoaktivní látky ovlivňující centrální nervový systém, patřící do skupiny halucinogenů, na člověka působící výraznými změnami vědomí. Nejen vyznavači bwiti v Gabonu, ale i některé další náboženské tzv. tajné společnosti – např. společnost Ombudi v Gabonu – ibogu považují za božskou rostlinu. Kořen ibogy obsahuje více než deset různých indolových alkaloidů, přičemž nejúčinnějším je alkaloid ibogain. Menší dávka alkaloidu ibogainu pomáhá lidskému organismu překonat únavu, hlad a žízeň a dočasně zvýšit energii. Psychedelické účinky vyvolává větší množství přijatého alkaloidu ibogainu. Předávkování končí smrtí.
Náboženství bwiti pochází od Pygmejů, kteří objevili účinky konzumace druhé vrstvy kořene keře iboga. Pygmejové – v Gabonu především etnikum Mbenge (skupiny Aka, Gyele, Bongo, Baka a Kola) – vypozorovali zvláštní účinek ibogy u horských goril, které kořen okusovaly. Pygmejští lovci byli po malých dávkách drceného kořene ibogy schopni urazit znatelně delší vzdálenost, unést větší zátěž a několik dní nespat. Větší dávky ibogy vedou k výrazným halucinacím a dávka užívaná k iniciaci bwiti způsobí dočasné bezvědomí. Pygmejové začali větší dávky ibogy používat k duchovním účelům, k získání vhledu do reality a časem rozvinuli unikátní náboženský směr.

## Iniciační rituál
Iniciační rituál probíhá nejčastěji v rané dospělosti kolem patnáctého roku věku. Dítě z rodu ngangů, předurčené stát se ngangou, absolvuje iniciaci dříve, přibližně ve věku sedmi let. Společnými charakteristikami iniciačního rituálu v různých oblastech jsou podle afrikanisty a religionisty O. Havelky monotónní hudba s opakující se melodií, očista, zvracení, půst, okuřování a přijímání přípravku z kořene iboga.
Lidé uvádí po iniciaci různé vize: často se jedná o živé obrazy z nejranějšího dětství nebo – v oblastech, kde se bwiti praktikuje spolu s kultem předků – setkání se zemřelými předky. Někdo nazírá hluboké propojení s prostředím (přírodou, lidmi, vesmírem...). V případě synkretismu bwiti a křesťanství doprovází iniciaci křesťanské svátosti.